# إثارة (صحافة)

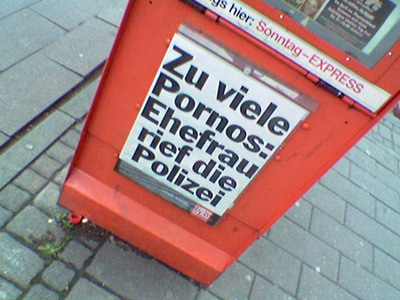

الإثارة هي نوع من الانحياز التحريري في الإعلام الذي يتم فيه المبالغة في إحداث إثارة للأحداث والمواضيع في القصص والمقاطع الإخبارية لزيادة أعداد المشاهدين أو القراء. وقد تتضمن الإثارة الإبلاغ عن الأمور والأحداث التافهة عمومًا التي لا تؤثر على المجتمع ككل وتكون عروضها من الأخبار الهامة منحازة نحو الإثارة، بطريقة تافهة أو بالـتابلويد.
وتشمل بعض أساليبها أن تكون زاويتها منفرجة عمدًا وتناشد العواطف وأن تكون مثيرة للجدل وتحذف عمدًا الحقائق والمعلومات وأن تكون صاخبة وأنانية وتعمل لجذب الانتباه. وأحيانًا يتم تحريف المعلومات والأحداث التافهة ويتم المبالغة فيها على أنها مهمة أو كبيرة، وغالبًا ما تتضمن قصصًا عن تصرفات الأفراد والمجموعات الصغيرة من الناس، وغالبًا ما يكون مضمونها تافهًا وغير متصل بالأحداث اليومية على المستوى الكلي والتي تحدث على الصعيد العالمي. وعلاوة على ذلك، عادة لا يؤثر المحتوى والموضوع على حياة الجماهير ولا يؤثر على المجتمع، وبدلاً من ذلك يتم بثه وطباعته لجذب المشاهدين والقراء. ومن أمثلة ذلك التغطية الصحفية حول فضيحة بيل كلينتون / مونيكا لوينسكي، ومحاكمة كيسي أنتوني، دور تونيا هاردينج في الهجوم على نانسي كريجان، وقضية إليان غونزاليس وقضية جريمة أو جاي سيمبسون.

## في وسائل الإعلام
إن أحد الأهداف المفترضة من التقارير المثيرة هو زيادة حجم المشاهدين أو القراء والحفاظ على هذا المعدل، والذي يمكن من خلاله أن تقوم وسائل الإعلام بزيادة أسعار إعلاناتها لزيادة أرباحها اعتمادًا على عدد أعلى من المشاهدين و/أو القراء. وأحيانًا يمكن أن يؤدي هذا إلى تركيز أقل على الصحافة الموضوعية بـدافع الربح، والذي يمكن أن تستند فيه الخيارات التحريرية على القصص والعروض التقديمية المثيرة لزيادة عائدات الإعلانات. وبالإضافة لذلك، يميل المعلنون إلى أن يكون لديهم تفضيل لمنتجاتهم أو خدماتهم كي يتم الإعلان عنها في وسائل الإعلام بشكل إيجابي، وهو الأمر الذي يمكن أن يسهم في التحيز في نقل الأخبار لصالح منافذ وسائل الإعلام التي تحمي أرباحهم وإيراداتهم، بدلاً من الإبلاغ بموضوعية عن المنتجات والخدمات المعلنة.
بالرغم من ذلك، يتوجب على الصحف الإبلاغ عن القصص المتعلقة بـالفساد السياسي والتحقيق فيها. وتُعد مثل هذه الصحافة الاستقصائية صحيحة وسليمة عندما يتم دعمها بالوثائق والمقابلات مع الشهود المسؤولين والمصادر الأولية الأخرى. وكثيرًا ما يتم اتهام الصحفيين والمحررين بالفضائح المثيرة للمشاعر من قبل أولئك الذين تتضرر صورتهم العامة بالإبلاغ القانوني عن الفضيحة. ولا تعد وكالات الأنباء ملتزمة (وغالبًا لا تلزمهم أخلاقيات الصحافة بذلك) بتجنب القصص التي قد تجعل الشخصيات العامة المحلية والدولية منزعجة. وفي بعض الأحيان، تعتمد وكالات الأنباء بطريق الخطأ على معلومات كاذبة من مصادر مجهولة غير موثوقة، والتي تستخدم وسائل الإعلام كأداة للانتقام والتشهير والتلاعب بأقوال الضحايا والشهود وتحقيق مكاسب مالية أو شخصية. لذلك، يتم تفسير أي قصة استنادًا إلى المصادر التي قد تفترض بعقلانية أن يتم توجيهها للتصرف بهذه الطريقة بأفضل تفسير من خلال التفكير النقدي.
في الحالات القصوى، تعلن وسائل الإعلام عما يصنع «قصة جيدة»، دون الاهتمام كثيرًا بالدقة الواقعية أو الأهمية الاجتماعية للمعلومات. وقد قيل أن عدم الثقة في الحكومة التي ظهرت في أعقاب فضيحة ووترغيت created a new business tactic for the media and resulted in the spread of negative, dishonest and misleading news coverage of American politicsخلقت تكتيكًا تجاريًا جديدًا لوسائل الإعلام وأسفرت عن انتشار تغطية الأخبار السلبية وغير الشريفة والمضللة في السياسة الأمريكية; وتتضمن أمثلة على ذلك لفت الأنظار إلى عدد كبير من الفضائح السياسية، بغض النظر عن أهميتها، والتي تتضمن اللاحقة «غيت»; وغالبًا ما يُنظر إلى هذه القصص (بقصد أو بطريق الخطأ) على أنها حزبية أو منحازة سياسيًا أو ضد مجموعة أو فرد بسبب طبيعتها المثيرة التي أُعلنت بها. وقد تقدم المقالات الإعلامية تقريرًا عن شخصية سياسية بطريقة منحازة أو تقدم جانبًا واحدًا من قضية بينما تسخر من الجانب الآخر. وقد تتضمن جوانب مثيرة مثل المتعصبين و/أو المتشائمين و/أو العلم غير المرغوب فيه. وكثيرًا ما تخضع الموضوعات والأمور المعقدة للإثارة. ويمكن استخلاص الجوانب المثيرة والمشحونة عاطفيًا دون توفير العناصر اللازمة (مثل الخلفية المتصلة بالموضوع أو المعلومات الاستقصائية أو السياقية) للجمهور لتشكيل آرائهم الخاصة حول هذا الموضوع.
أحيانًا تستخدم وسائل الإعلام موقعًا كوميديًا على شبكة الإنترنت كمصدر لها، ثم تعتمد بطريق الخطأ على النكات كأخبار، دون التحقق منها في الواقع. وتتضمن أحد الأمثلة التي تم الإعلان عنها على نطاق واسع قصة ذا أونيون عن هاري بوتر.

## التاريخ
في تاريخ الأخبار، يلاحظ المؤلف ميتشل ستيفنس (أستاذ الصحافة والاتصال الجماهيري في جامعة نيويورك) أن الإثارة يمكنها أن توجد في جريدة أكتا دييرنا الرومانية القديمة (الأخبار والإعلانات الرسمية التي كان يتم عرضها يوميًا على الرسائل العامة، والمحتوى المدرك الذي كان ينتشر بحماس في المجتمعات الأمية). وكانت الإثارة تستخدم في الكتب من القرن السادس عشر والسابع عشر لتعليم الدروس الأخلاقية. ووفقًا لستيفنز، جلبت الإثارة الأخبار لجمهور جديد عندما أصبحت تهدف إلى الوصول إلى الطبقة الدنيا، التي لديها احتياجات أقل لفهم السياسة والاقتصاد بشكل صحيح. ومن خلال الإثارة، يدّعي ستيفنز أن الجمهور كان أكثر تثقيفًا وشجاعة في تولية المزيد من الاهتمام للأخبار.

## في الإذاعة
كثيرًا ما يوجه اللوم للإثارة بسبب أسلوب المعلومات والتسلية للعديد من البرامج الإخبارية الجديدة في الإذاعة والتلفزيون. ووفقًا لـلعالم الاجتماع جون طومسون، يستند النقاش حول الإثارة المستخدمة في الوسائل الإعلامية الجماهيرية للإذاعة على سوء فهم جمهورها، خاصة جمهور التلفزيون. ويوضح كومسون أن مصطلح «الجماهيرية» (المتصل بالإذاعة) يشير إلى «جمهور واسع يقدر بالآلاف، بل الملايين من الأفراد السلبيين». وتقتصر أخبار التلفزيون على توضيح مشاهد الجرائم بدلاً من الجريمة نفسها بسبب عدم القدرة على التنبؤ بالأحداث، بينما يمكن أن تذكر الصحف دائمًا ما لم يشهدوه.ويمتلك كتاب الأخبار التلفزيونية مساحة لكلمات أقل من نظيراتها في الصحف. ويتم قياس قصصهم في ثوان، وليس الأعمدة الصحفية، وبالتالي (حتى مع اللقطات) تكون القصص التلفزيونية بطبيعتها أقل عمقًا من معظم القصص الصحفية، لأنها تستخدم كلمات أقصر وتعابير مألوفة للتعبير عن الأفكار التي يكون الكاتب الصحفي أكثر حرية في التحدث عنها بإسهاب وتعريفها بدقة.

## وصلات خارجية
- “What's Wrong With the News?” from Fairness & Accuracy In reporting